# Chasan Israiłow
Chasan Israiłow, ps. Chasan Tierłojew (czecz. Исраил КIант Хьасан, ur. w 1910 w Naszchoj, zm. 29 grudnia 1944 w ZSRR) – czeczeński dysydent, pisarz, publicysta, dziennikarz, partyzant, poeta i bojownik o wolność narodów Kaukazu, przywódca polityczny i wojskowy czeczeńskiego powstania antyradzieckiego z lat 1940–1944. 

## Biografia
Israiłow był z pochodzenia Czeczenem, a źródła podają jako datę jego narodzin także rok 1903 lub 1907. Uczył się w medresie, w 1919 r. wstąpił do Komsomołu. W 1929 r. ukończył szkołę średnią w Rostowie nad Donem. W tym samym roku wstąpił do Wszechzwiązkowej Partii Komunistycznej (bolszewików), ale nie był aktywnym członkiem. Zajął się natomiast twórczością pisarską. Był autorem wierszy i sztuk teatralnych. Jednocześnie został lokalnym korespondentem moskiewskiego pisma Kriestjanskaja gazieta. Jego artykuły dotyczyły krytyki polityki władzy sowieckiej w stosunku do górali kaukaskich. 
Doprowadziło to jego aresztowania w 1931 r. i skazania na karę 10 lat więzienia. Po 3 latach, dzięki wysiłkom redakcji jego gazety, został zwolniony i ponownie przyjęty do WKP(b). Przyjechał do Moskwy, gdzie podjął studia na komunistycznym Uniwersytecie Robotników Wschodu im. Stalina. W tym czasie zostały opublikowane jego dwie książki, napisane w więzieniu. Odszedł jednak od twórczości pisarskiej w kierunku działalności politycznej. Jeszcze podczas studiów wraz z innymi studentami z Czeczeno-Inguszetii napisał pismo do władz ZSRR, w którym postulował zmianę polityki w stosunku do górali kaukaskich oraz usunięcie z zajmowanych stanowisk I sekretarza obkomu WKP(b) i ludowego komisarza spraw wewnętrznych. W odpowiedzi Israiłow ponownie został aresztowany i skazany na karę 5 lat w łagrach na Syberii. Uwolniono go na początku 1939 r., po czym rozpoczął pracę adwokata w Szatoj.
W styczniu 1940 r. został zaproszony do obkomu WKP(b), aby znowu przyjąć go do partii. Israiłow przysłał jednak pismo, w którym oskarżył władze sowieckie o niszczenie jego narodu i ogłosił wybuch powstania narodowego na Kaukazie. Podstawowe znaczenie miały dla niego fińskie sukcesy w wojnie z ZSRR, wskazujące, że mały, lecz zdeterminowany naród był w stanie przeciwstawić się potędze sowieckiej. Pierwsze działania powstańców nie przyniosły większych sukcesów, ale już na początku lutego 1940 r. udało im się zająć auły Gałanczoż, Sajasan i Czaberłoj oraz część rejonu szatojewskiego. Broń była zdobywana na rozbitych oddziałach NKWD. Po oczyszczeniu większości górskich obszarów Czeczeno-Inguszetii został zwołany zjazd ludowy w Gałanczoże, na którym ogłoszono utworzenie Tymczasowego Ludowo-Rewolucyjnego Przedstawicielstwa Czeczeno-Inguszetii. Na jego czele stanął Chasan Israiłow. Po ataku wojsk niemieckich na ZSRR w 1941 r. Israiłow wzmógł działania partyzanckie, licząc na wsparcie Niemców. Uważał, że jako wrogowie bolszewizmu, tak jak on, wspomogą kaukaskich partyzantów w oswobodzeniu Kaukazu i wywalczeniu niezależności dla poszczególnych narodów. 28 stycznia 1942 r. powołał konspiracyjną Specjalną Partię Kaukaskich Braci, opowiadającą się za współpracą narodów kaukaskich i utworzeniem kaukaskiej republiki. Później została ona przemianowana na Narodowo-Socjalistyczną Partię Kaukaskich Braci. 
W lutym 1942 r. antysowieckie powstanie w rejonie aułów Szatoj i Itum-Kale wszczął Majrbiek Szeripow, łącząc swoje siły z oddziałami Israiłowa. Osiągnęły one liczebność ok. 15 tys. bojowników. Powstał wspólny sztab powstańczy, po czym zreorganizowano Tymczasowe Ludowo-Rewolucyjne Przedstawicielstwo Czeczeno-Inguszetii. W czerwcu obaj dowódcy partyzanccy ogłosili „Wezwanie do Narodu Czeczeno-Inguskiego”, w którym napisali, że narody kaukaskie oczekują na wojska niemieckie jako gości i okażą im pełne wsparcie jedynie wtedy, kiedy Niemcy zagwarantują im pełną niezależność. Z drugiej strony przewodniczący kolaboracyjnego Północnokaukaskiego Komitetu Narodowego z siedzibą w Berlinie stwierdził, że jeśli oswobodzenie Kaukazu będzie polegało na zastąpieniu jednych kolonizatorów innymi, to dla narodów kaukaskich oznacza to jedynie nowy etap walki narodowowyzwoleńczej. 
Zanim wojska niemieckie dotarły do północnego Kaukazu, Armii Czerwonej i oddziałom NKWD udało się silnie osłabić ruch powstańczy, który nie zyskał ostatecznie szerszego poparcia społecznego i był ograniczony jedynie do niedużej górskiej części Czeczeno-Inguszetii. Do ataków na oddziały powstańcze, ale także terroryzowania ludności cywilnej wspierającej powstańców używano nawet lotnictwa bombowego. 7 listopada 1942 r. został zabity Szeripow. Część jego bojowników zasiliła oddziały Israiłowa. Działały one jeszcze do 1944 r., współpracując z dywersyjnymi oddziałami, przerzucanymi na obszar Czeczeno-Inguszetii przez Niemców. Zasięg ich działalności i liczebność były jednak coraz bardziej ograniczone. Po deportacji Czeczenów i Inguszów w głąb ZSRR w lutym 1944 r. Israiłow ukrywał się w górskich jaskiniach. Został zabity 29 grudnia tego roku.